# Alexej Kim
Alexej Rostislavovič Kim (rusky: Алексей Ростиславович Ким; * 21. září 1958) je ruský generálplukovník pozemních vojsk. Je zástupcem náčelníka generálního štábu Ozbrojených sil Ruské federace.
Dne 11. ledna 2023 byl Kim jmenován zástupcem velitele všech ruských sil na Ukrajině spolu se Sergejem Surovikinem a Olegem Saljukovem, přičemž hlavním velitelem se stal náčelník generálního štábu Valerij Gerasimov.